# Quimperlé
Quimperlé è un comune francese di 12 057 abitanti situato nel dipartimento del Finistère nella regione della Bretagna.

Il pittore Henri Alphonse Barnoin ne trasse alcune tele (Le lavandaie, Il mercato delle stoffe) all'inizio del XX secolo. Nel suo ospizio, morì il pittore Émile Jourdan (1860-1931).

## Società

### Evoluzione demografica
Abitanti censiti